# Chalais (Vienne)
Pour les articles homonymes, voir Chalais.
Chalais est une commune du Centre-Ouest de la France, située dans le département de la Vienne  en région Nouvelle-Aquitaine.
Ses habitants sont appelés les Chalaisiens.

## Géographie

### Climat
Pour des articles plus généraux, voir Climat de la Nouvelle-Aquitaine et Climat de la Vienne.
Historiquement, la commune est exposée à un climat océanique du nord-ouest.  
En 2020, Météo-France publie une typologie des climats de la France métropolitaine dans laquelle la commune est exposée à un climat océanique altéré et est dans la région climatique  Moyenne vallée de la Loire, caractérisée par une bonne insolation (1 850 h/an) et un été peu pluvieux.
Pour la période 1971-2000, la température annuelle moyenne est de 11,7 °C, avec une amplitude thermique annuelle de 14,8 °C. Le cumul annuel moyen de précipitations est de 676 mm, avec 10,9 jours de précipitations en janvier et 6,6 jours en juillet. Pour la période 1991-2020, la température moyenne annuelle observée sur la station météorologique la plus proche, située sur la commune de Loudun à 3,71 km à vol d'oiseau, est de 0,0 °C et le cumul annuel moyen de précipitations est de 0,0 mm,. Pour l'avenir, les paramètres climatiques de la commune estimés pour 2050 selon différents scénarios d’émission de gaz à effet de serre sont consultables sur un site dédié publié par Météo-France en novembre 2022.

### Communes limitrophes
|                | Loudun   |                  |
| Mouterre-Silly | Chalais  | La Roche-Rigault |
|                | Angliers |                  |

## Urbanisme

### Typologie
Au 1er janvier 2024, Chalais est catégorisée commune rurale à habitat dispersé, selon la nouvelle grille communale de densité à sept niveaux définie par l'Insee en 2022.
Elle est située hors unité urbaine. Par ailleurs la commune fait partie de l'aire d'attraction de Loudun, dont elle est une commune de la couronne,. Cette aire, qui regroupe 25 communes, est catégorisée dans les aires de moins de 50 000 habitants,.

### Occupation des sols
L'occupation des sols de la commune, telle qu'elle ressort de la base de données européenne d’occupation biophysique des sols Corine Land Cover (CLC), est marquée par l'importance des territoires agricoles (81,5 % en 2018), une proportion sensiblement équivalente à celle de 1990 (81,4 %). La répartition détaillée en 2018 est la suivante : 
terres arables (60,2 %), zones agricoles hétérogènes (20,7 %), forêts (15,3 %), zones urbanisées (3,1 %), prairies (0,6 %). L'évolution de l’occupation des sols de la commune et de ses infrastructures peut être observée sur les différentes représentations cartographiques du territoire : la carte de Cassini (XVIIIe siècle), la carte d'état-major (1820-1866) et les cartes ou photos aériennes de l'IGN pour la période actuelle (1950 à aujourd'hui).

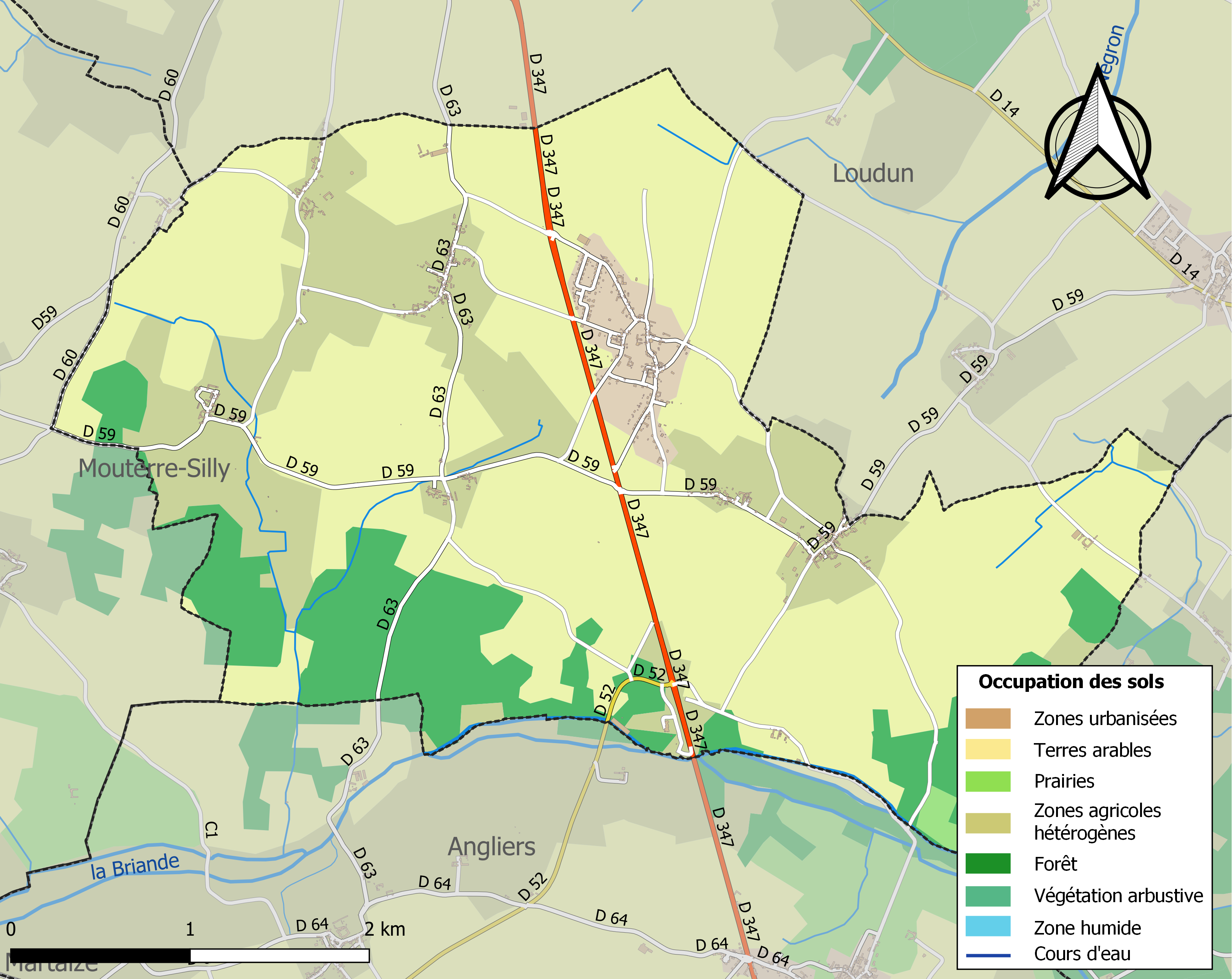
Carte des infrastructures et de l'occupation des sols de la commune en 2018 (CLC).

### Risques majeurs
Le territoire de la commune de Chalais est vulnérable à différents aléas naturels : météorologiques (tempête, orage, neige, grand froid, canicule ou sécheresse), mouvements de terrains et séisme (sismicité modérée). Il est également exposé à un risque technologique,  le transport de matières dangereuses. Un site publié par le BRGM permet d'évaluer simplement et rapidement les risques d'un bien localisé soit par son adresse soit par le numéro de sa parcelle.

#### Risques naturels

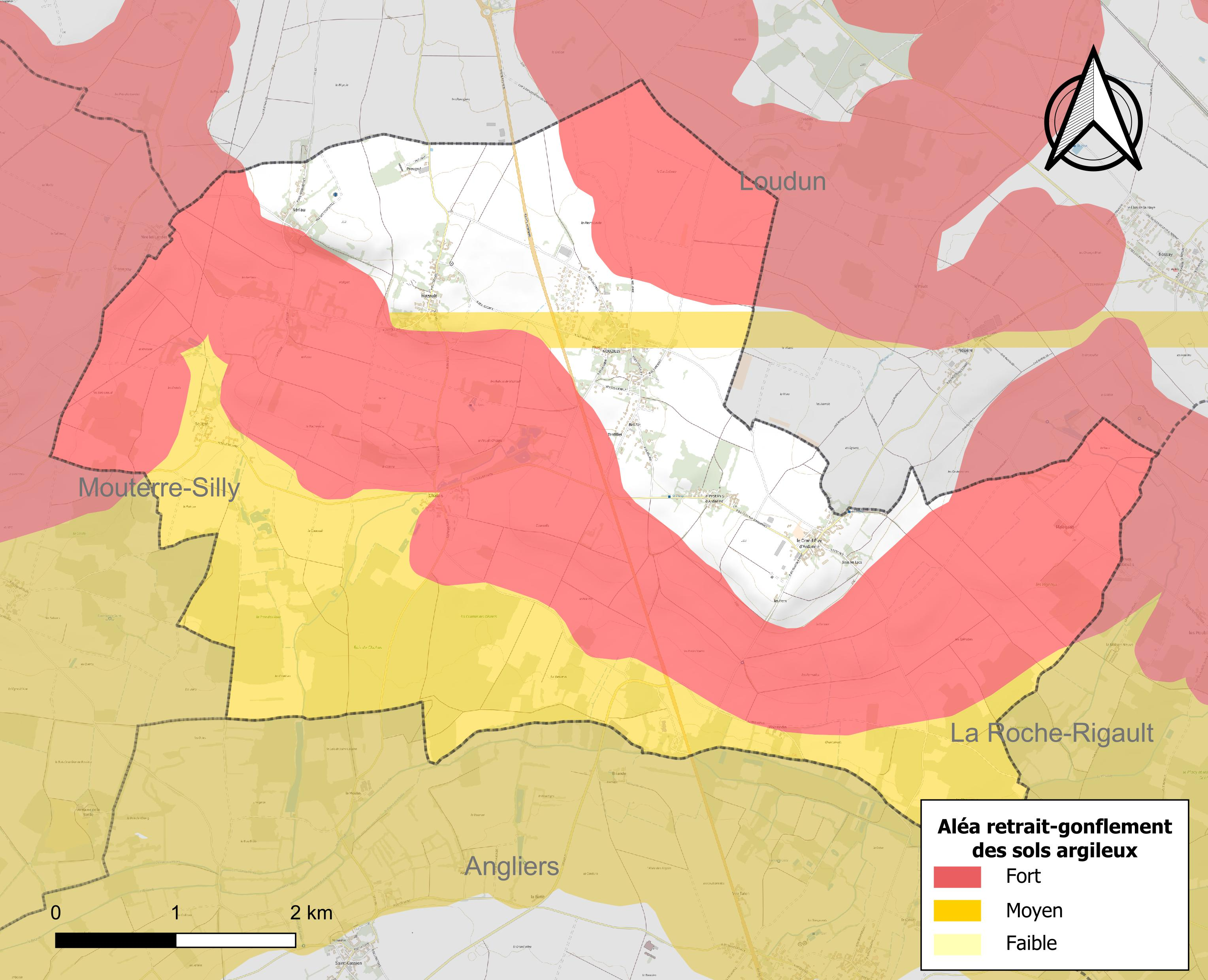
Carte des zones d'aléa retrait-gonflement des sols argileux de Chalais.

Les mouvements de terrains susceptibles de se produire sur la commune sont des affaissements et effondrements liés aux cavités souterraines (hors mines) et des tassements différentiels. Afin de mieux appréhender le risque d’affaissement de terrain, un inventaire national permet de localiser les éventuelles cavités souterraines sur la commune. Le retrait-gonflement des sols argileux est susceptible d'engendrer des dommages importants aux bâtiments en cas d’alternance de périodes de sécheresse et de pluie. 78,5 % de la superficie communale est en aléa moyen ou fort (79,5 % au niveau départemental et 48,5 % au niveau national). Depuis le 1er octobre 2020, en application de la loi ÉLAN, différentes contraintes s'imposent aux vendeurs, maîtres d'ouvrages ou constructeurs de biens situés dans une zone classée en aléa moyen ou fort,.
La commune a été reconnue en état de catastrophe naturelle au titre des dommages causés par les inondations et coulées de boue survenues en 1982, 1999 et 2010 et par des mouvements de terrain en 1999 et 2010.

## Toponymie
Le nom du village proviendrait du gaulois cal qui signifie pierre, augmenté du suffixe roman -esem qui indique quelque chose de pierreux.

## Politique et administration

### Liste des maires
| Période                                  | Période   | Identité       | Étiquette | Qualité             |
| ---------------------------------------- | --------- | -------------- | --------- | ------------------- |
| Les données manquantes sont à compléter. |           |                |           |                     |
| mars 2001                                | août 2018 | Hubert Baufumé |           | Décédé en août 2018 |
| août 2018                                | En cours  | Bernard Jamain |           |                     |

}

### Instances judiciaires et administratives
La commune relève du tribunal d'instance de Poitiers, du tribunal de grande instance de Poitiers, de la cour d'appel  Poitiers, du tribunal pour enfants de Poitiers, du conseil de prud'hommes de Poitiers, du tribunal de commerce de Poitiers, du tribunal administratif de Poitiers et de la cour administrative d'appel  de  Bordeaux, du tribunal des pensions de Poitiers, du tribunal des affaires de la Sécurité sociale de la Vienne, de la cour d’assises de la Vienne.

## Démographie
L'évolution du nombre d'habitants est connue à travers les recensements de la population effectués dans la commune depuis 1793. Pour les communes de moins de 10 000 habitants, une enquête de recensement portant sur toute la population est réalisée tous les cinq ans, les populations de référence des années intermédiaires étant quant à elles estimées par interpolation ou extrapolation. Pour la commune, le premier recensement exhaustif entrant dans le cadre du nouveau dispositif a été réalisé en 2008.

En 2022, la commune comptait 474 habitants, en évolution de −8,49 % par rapport à 2016 (Vienne : +0,6 %, France hors Mayotte : +2,11 %).
| 1793 | 1800 | 1806 | 1821 | 1831 | 1836 | 1841 | 1846 | 1851 |
| ---- | ---- | ---- | ---- | ---- | ---- | ---- | ---- | ---- |
| 776  | 801  | 806  | 801  | 812  | 785  | 769  | 766  | 755  |

| 1856 | 1861 | 1866 | 1872 | 1876 | 1881 | 1886 | 1891 | 1896 |
| ---- | ---- | ---- | ---- | ---- | ---- | ---- | ---- | ---- |
| 717  | 683  | 701  | 670  | 663  | 671  | 659  | 639  | 604  |

| 1901 | 1906 | 1911 | 1921 | 1926 | 1931 | 1936 | 1946 | 1954 |
| ---- | ---- | ---- | ---- | ---- | ---- | ---- | ---- | ---- |
| 590  | 595  | 554  | 515  | 523  | 534  | 532  | 530  | 544  |

| 1962 | 1968 | 1975 | 1982 | 1990 | 1999 | 2006 | 2008 | 2013 |
| ---- | ---- | ---- | ---- | ---- | ---- | ---- | ---- | ---- |
| 578  | 524  | 489  | 546  | 603  | 553  | 530  | 524  | 521  |

| 2018 | 2022 | - | - | - | - | - | - | - |
| ---- | ---- | - | - | - | - | - | - | - |
| 509  | 474  | - | - | - | - | - | - | - |

En 2008,selon l'Insee, la densité de population de la commune était de 35 hab./km2, 61 hab./km2 pour le département, 68 hab./km2 pour la région Poitou-Charentes et 115 hab./km2 en France.

## Économie
Selon la direction régionale de l'Alimentation, de l'Agriculture et de la Forêt de Poitou-Charentes, il n'y a plus que 13 exploitations agricoles en 2010 contre 26 en 2000.
Les surfaces agricoles utilisées ont, paradoxalement, augmenté et sont passées de 712 hectares en 2000 à 723 hectares en 2010. Bilan en 2007 : Ces chiffres indiquent une concentration des terres sur un nombre plus faible d’exploitations. Cette tendance est conforme à l’évolution constatée sur tout le département de la Vienne puisque de 2000 à 2007, chaque exploitation a gagné en moyenne 20 hectares[réf. nécessaire].
52 % des surfaces agricoles sont destinées à la culture des céréales (blé tendre essentiellement mais aussi orges), 27 % pour les oléagineux (colza et tournesol), et 11 % pour le fourrage. En 2010, 3 hectares (5 en 2000) sont consacrés à la vigne. Le domaine viticole est partagé par 3 fermes (11 en 2000).
L'élevage de volailles a disparu en 2010 (559 têtes sur 11 fermes en 2000).
La maison de Pays du Loudunais commercialise les produits des artisans des environs sur l’aire de repos La Briande, avec essentiellement une mission de promotion, sans être rentable.

## Culture locale et patrimoine

### Lieux et monuments

#### Patrimoine religieux
- L'église Notre-Dame de Chalais est inscrite comme Monument Historique depuis 1926[30].

#### Patrimoine civil
- Le moulin de Puy d'Ardanne est un moulin à vent qui est installé sur le sommet d'une colline en tuffeau. De là, un magnifique panorama s'offre aux visiteurs, sur le pays loudunais. Ce moulin cavier est dit de type angevin. Il date du XVIIIe siècle. De nos jours, le moulin abrite des expositions qui permettent de comprendre son fonctionnement, son histoire et les diverses étapes de sa restauration.

### Personnalités liées à la commune
- Simon Boutreux, écrivain né en 1984, a publié le bourreau des cœurs, polar édité aux éditions Joe à Chinon.